# Montjoie-en-Couserans
Montjoie-en-Couserans är en kommun i departementet Ariège i regionen Occitanien i södra Frankrike. Kommunen ligger  i kantonen Saint-Lizier som ligger i arrondissementet Saint-Girons. År 2022 hade Montjoie-en-Couserans 1 001 invånare.

## Befolkningsutveckling
Antalet invånare i kommunen Montjoie-en-Couserans
Referens: INSEE